# Carl al XVI-lea Gustaf al Suediei
Carl XVI Gustaf (Carl Gustaf Folke Hubertus); (n. 30 aprilie 1946, Palatul Haga⁠(d), comitatul Stockholm, Suedia) este rege al Suediei din 15 septembrie 1973. Carl Gustaf este cel mai mic copil însă singurul fiu al Prințului Gustaf Adolf, Duce de Västerbotten și a Prințesei Sibylla de Saxa-Coburg și Gotha. A devenit rege al Suediei la moartea bunicului său, regele Gustav VI Adolf.

## Primii ani

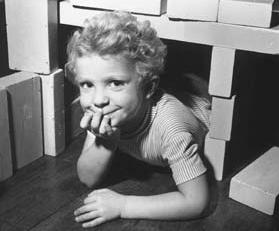
Prințul Carl Gustaf la patru ani.

Carl Gustaf s-a născut la Palatul Haga ("Haga Slott"), Uppland. A fost botezat la Capela Regală la 7 iunie 1946 de arhiepiscopul de Uppsala, Erling Eidem și a primit titlu de Duce de Jämtland.
Nașii de botez au fost Prințul Moștenitor al Danemarcei, Prințesa Moștenitoare a Danemarcei, Prințul Moștenitor al Norvegiei, Prințesa Juliana a Olandei, regele Gustaf al V-lea al Suediei, Prințul Friedrich Josias de Saxa-Coburg și Gotha, Prințul Moștenitor Gustaf Adolf, Prințesa Moștenitoare a Suediei, Contele Folke Bernadotte af Wisborg și Contesa Maria Bernadotte af Wisborg.

## Tinerețea și educația
Prințul Carl Gustaf Folke Hubertus a fost cel mai mic din cei cinci copii și singurul fiu al Prințului Gustaf Adolf, Duce de Västerbotten și al Prințesei Sibylla de Saxa-Coburg-Gotha.
Moartea tatălui său într-un accident de avion la 26 ianuarie 1947 l-a lăsat pe Prințul Gustaf în vârstă de nouă luni, al doilea în linia succesiunii la tron, după bunicul său, Prințul Moștenitor Gustaf Adolf. La trei ani îmbracă uniforma de ofițer în regimentul regal de gardă călare și crucea ordinului Serafinilor și își însoțește bunicul la toate manifestările oficiale. Când stăbunicul său, regele Gustaf al V-lea, a murit în 1950, Prințul Gustaf în vârstă de patru ani a devenit moștenitor al Suediei.
Mama sa, Prințesa Sibylla refuză să îl înscrie la o grădiniță normală, astfel că prințul își începe educația la palat, alături de câțiva colegi, atent selecționați, care nu aveau voie să i se adreseze cu „tu” sau cu numele de botez. Deși timid și dislexic, Carl beneficiază de un tratament preferențial și este tratat cu respect în toate instituțiile școlare prin care trece.
În septembrie 1968 devine ofițer de marină, apoi studiază finanțele publice și științele politice la Universitatea din Uppsala, urmând stagii de practică în Franța, Anglia și la New York. Imaginea prințului este însă una extrem de proastă: este considerat șters, cu un intelect limitat și este recunoscut ca fiind amator al vieții de noapte și al mașinilor de lux. Porecla de „Alteța Sa Casanova” reprezintă votul de neîncredere pe care majoritatea populației i-l acordă. Se merge până într-acolo încât Parlamentul convoacă o comisie în vederea modificării Constituției, care să ducă în final la abolirea monarhiei. 

## Rege
La 15 septembrie 1973, după decesul bunicului său, regele Gustaf al VI-lea, Carl Gustaf a devenit rege al Suediei. A fost învestit rege la 19 septembrie 1973 la Palatul Regal din Stockholm. A doua zi după înscăunare a prezidat primul său consiliu de miniștri, asistat de unchiul său, Bertil. În anul 1974 Parlamentul a votat o nouă Constituție prin care regele este privat de prerogativele sale, având numai o funcție simbolică.
Cu timpul însă, regele Carl XVI Gustaf a dat dovadă de responsabilitate și seriozitate, prezidând ramura suedeză a Fondului mondial al naturii și având o viață de familie simplă și liniștită.
Multă vreme au existat zvonuri că regele are dislexie. Jurnaliștii au observat că și-a scris greșit numele când a semnat actul de ascensiune la tron iar în 1973 când a vizitat o mină în Falun, și-a scris greșit numele drept „Cal Gustaf” când a semnat pe un perete de piatră. Într-un interviu acordat televiziunii suedeze în anul 1997 soția sa a abordat această problemă. „Când era mic, cei din jur n-au dat atenție acestei probleme. N-a primit ajutorul de care avea nevoie”, a spus regina. De asemenea, ea a remarcat faptul că toți copiii lor au „un pic” de dislexie.

## Căsătorie și familie

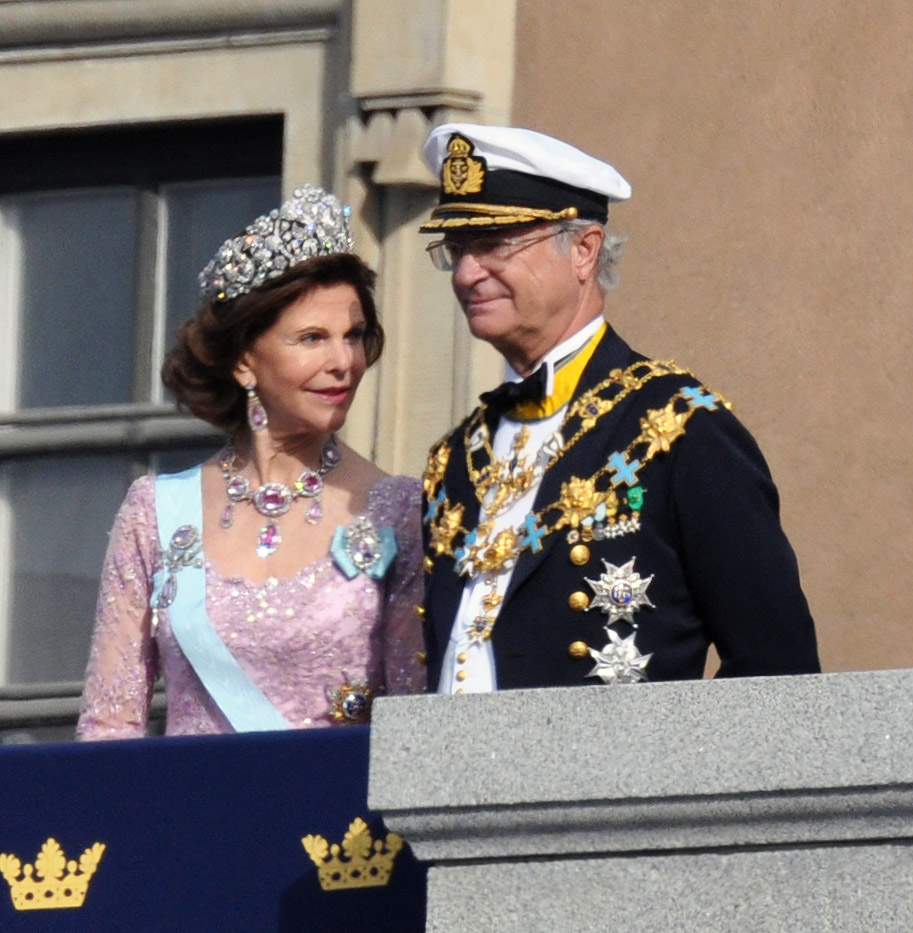
Regele și regina Suediei în ziua căsătoriei fiicei lor Victoria, 2010.

Regele s-a căsătorit cu Silvia Sommerlath, o traducătoare-interpretă de origine germană și braziliană, care vorbește șase limbi. S-au cunoscut la Jocurile Olimpice din 1972 de la München, unde ea era interpretă. Nunta a avut loc la 19 iunie 1976 la Catedrala din Stockholm, iar ceremonia a fost condusă de arhiepiscopul de Uppsala, Olof Sundby. Cu o seară înainte a avut loc un spectacol de varietăți unde ABBA a cântat pentru prima dată piesa Dancing Queen, în cinstea reginei.
Regele și soția sa locuiesc la Palatul Drottningholm, situat în afara orașului Stockholm. 
Împreună au trei copii:
1. Victoria, prințesă a Suediei, ducesă de Västergötland și moștenitoare a tronului (n. 14 iulie 1977), căsătorită cu Daniel Westling (n. 15 septembrie 1973) pe 19 iunie 2010. Împreună au o fiică -  Prințesa Estelle, Ducesă de Östergötland (n. 23 februarie 2012) și un fiu - Prințul Oscar, Duce de Skåne (n. 2 martie 2016)
2. Prințul Carl Philip, Duce de Värmland (n. 13 mai 1979), căsătorit cu Sofia Hellqvist (n. 6 decembrie 1984) pe 13 iunie 2015.
3. Prințesa Madeleine, Ducesă de Hälsingland și Gästrikland (n.10 iunie 1982), căsătorită cu Christopher O'Neill (n. 27 iunie 1974) pe 8 iunie 2013. Împreună au doi copii.

Reforma constituțională a permis primului născut să moștenească tronul. Astfel, la 1 ianuarie 1980, Victoria a devenit Prințesă Moștenitoare a Suediei.